# Маннерс-Саттон
Маннерс-Саттон (англ. Manners Sutton) — парафія в Канаді, у провінції Нью-Брансвік, у складі графства Йорк.

## Населення
За даними перепису 2016 року, парафія нараховувала 1777 осіб, показавши скорочення на 1,6%, порівняно з 2011-м роком. Середня густина населення становила 3,4 осіб/км².
З офіційних мов обидвома одночасно володіли 200 жителів, тільки англійською — 1 575, тільки французькою — 5. Усього 20 осіб вважали рідною мовою не одну з офіційних.
Працездатне населення становило 55,5% усього населення, рівень безробіття — 10,8% (16,5% серед чоловіків та 6,2% серед жінок). 87,3% осіб були найманими працівниками, а 12,7% — самозайнятими.
Середній дохід на особу становив $36 282 (медіана $29 163), при цьому для чоловіків — $42 187, а для жінок $30 236 (медіани — $36 864 та $23 664 відповідно).
27,4% мешканців мали закінчену шкільну освіту, не мали закінченої шкільної освіти — 20,4%, 52,5% мали післяшкільну освіту, з яких 22,9% мали диплом бакалавра, або вищий.
| Статево-вікова структура населення | Статево-вікова структура населення | Статево-вікова структура населення | Статево-вікова структура населення | Статево-вікова структура населення |
| ---------------------------------- | ---------------------------------- | ---------------------------------- | ---------------------------------- | ---------------------------------- |
|                                    |                                    |                                    |                                    |                                    |
| Всього                             | Всього                             | 51,8%48,2%                         |                                    |                                    |
| 0 — 14 років                       | 0 — 14 років                       |                                    | 12,9%                              | 12,9%                              |
| 15 — 64 років                      | 15 — 64 років                      |                                    | 65%                                | 65%                                |
| 65 і більше                        | 65 і більше                        |                                    | 22,1%                              | 22,1%                              |
| 85 і більше                        | 85 і більше                        |                                    | 2%                                 | 2%                                 |
| Середній вік (років)               | Середній вік (років)               | 45,347,1                           | 46,2                               | 46,2                               |
| Медіана (років)                    | Медіана (років)                    | 50,551,3                           | 50,9                               | 50,9                               |
| — чоловіки — жінки                 |                                    |                                    |                                    |                                    |

| Походження мешканців:     | Походження мешканців:     | Походження мешканців: | Походження мешканців: | Походження мешканців: |
| ------------------------- | ------------------------- | --------------------- | --------------------- | --------------------- |
| Походження                |                           |                       | осіб                  | %                     |
| Корінні американці        | Корінні американці        |                       | 105                   | 5.93%                 |
| Інше північноамериканське | Інше північноамериканське |                       | 915                   | 51.69%                |
| Європейське               | Європейське               |                       | 1 280                 | 72.32%                |
| британське                | британське                |                       | 1 100                 | 62.15%                |
| французьке                | французьке                |                       | 205                   | 11.58%                |
| українське                | українське                |                       | 10                    | 0.56%                 |
| Азійське                  | Азійське                  |                       | 10                    | 0.56%                 |

| Зайнятість населення за галузями (за класифікацією NOC): | Зайнятість населення за галузями (за класифікацією NOC): | Зайнятість населення за галузями (за класифікацією NOC): | Зайнятість населення за галузями (за класифікацією NOC): | Зайнятість населення за галузями (за класифікацією NOC): |
| -------------------------------------------------------- | -------------------------------------------------------- | -------------------------------------------------------- | -------------------------------------------------------- | -------------------------------------------------------- |
|                                                          |                                                          |                                                          |                                                          |                                                          |
| Управління                                               | Управління                                               |                                                          | 6%                                                       | 6%                                                       |
| Бізнес, фінанси та адміністрування                       | Бізнес, фінанси та адміністрування                       |                                                          | 12,7%                                                    | 12,7%                                                    |
| Природничі та прикладні науки                            | Природничі та прикладні науки                            |                                                          | 5,4%                                                     | 5,4%                                                     |
| Охорона здоров'я                                         | Охорона здоров'я                                         |                                                          | 9%                                                       | 9%                                                       |
| Освіта, правозахист, муніципальні та урядові служби      | Освіта, правозахист, муніципальні та урядові служби      |                                                          | 7,2%                                                     | 7,2%                                                     |
| Мистецтво, культура, відпочинок та спорт                 | Мистецтво, культура, відпочинок та спорт                 |                                                          | 1,2%                                                     | 1,2%                                                     |
| Роздрібна торгівля та послуги                            | Роздрібна торгівля та послуги                            |                                                          | 21,7%                                                    | 21,7%                                                    |
| Гуртова торгівля, транспорт та обладнання                | Гуртова торгівля, транспорт та обладнання                |                                                          | 25,3%                                                    | 25,3%                                                    |
| Природні ресурси, сільське господарство                  | Природні ресурси, сільське господарство                  |                                                          | 4,2%                                                     | 4,2%                                                     |
| Виробництво                                              | Виробництво                                              |                                                          | 7,2%                                                     | 7,2%                                                     |

## Клімат
Середня річна температура становить 4,9°C, середня максимальна – 23,1°C, а середня мінімальна – -16,5°C. Середня річна кількість опадів – 1 178 мм.
| Клімат поселення                              | Клімат поселення | Клімат поселення | Клімат поселення | Клімат поселення | Клімат поселення | Клімат поселення | Клімат поселення | Клімат поселення | Клімат поселення | Клімат поселення | Клімат поселення | Клімат поселення | Клімат поселення |
| Показник                                      | Січ.             | Лют.             | Бер.             | Квіт.            | Трав.            | Черв.            | Лип.             | Серп.            | Вер.             | Жовт.            | Лист.            | Груд.            |                  |
| Середній максимум, °C                         | −3,62            | −2,23            | 3,32             | 9,94             | 16,82            | 21,66            | 23,14            | 22,59            | 17,44            | 11,40            | 5,35             | −2,17            |                  |
| Середня температура, °C                       | −10,07           | −8,68            | −3,12            | 3,50             | 10,36            | 15,23            | 18,74            | 18,18            | 13,02            | 6,99             | 0,95             | −6,57            |                  |
| Середній мінімум, °C                          | −16,51           | −15,12           | −9,57            | −2,96            | 3,92             | 8,77             | 14,33            | 13,77            | 8,62             | 2,58             | −3,47            | −10,99           |                  |
| Норма опадів, мм                              | 105              | 66               | 92               | 97               | 113              | 97               | 103              | 92               | 91               | 100              | 115              | 107              |                  |
| Середньомісячна швидкість вітру, м/с          | 3.75             | 3.83             | 4.02             | 3.82             | 3.50             | 3.09             | 2.70             | 2.60             | 2.90             | 3.29             | 3.56             | 3.71             |                  |
| Середньомісячна сонячна радіація, кДж/м²·день | 5314             | 8535             | 12225            | 15422            | 18250            | 20257            | 19874            | 17674            | 13196            | 8463             | 5050             | 4145             |                  |
| --------------------------------------------- | ---------------- | ---------------- | ---------------- | ---------------- | ---------------- | ---------------- | ---------------- | ---------------- | ---------------- | ---------------- | ---------------- | ---------------- | ---------------- |
| Джерело:                                      |                  |                  |                  |                  |                  |                  |                  |                  |                  |                  |                  |                  |                  |